# Černogorovsko-novočerkaska kultura
Černogorovsko-novočerkaska kultura, včasih pogovorno imenovana tudi kimerska kultura, je arheološka kultura, povezana s prvimi nomadi v stepah Vzhodne in Srednje Evrope, zlasti s Kimerci. 

## Faze
Černogorovsko-novočerkaska kultura se deli v dve fazi: 
- černogorovsko fazo od okoli 900 pr. n. št. do okoli 750 pr. n. št. in
- novočerkasko fazo od okoli 750 pr. n. št. do okoli 650 pr. n. št.

## Zgodovina

### Izvori
Černogorovsko-novočerkaska kultura je nastala v prvem valu selitev nomadskega prebivalstva iz delov Srednje Azije, ki ustrezajo vzhodnemu Kazahstanu ali Altajsko-sajanski regiji. Selitve so se začele v 10. stoletju pr. n. št. in trajale do 9. ali 8. stoletja pr. n. št. Migranti so v Pontsko-kaspijski stepi ustanovili nove plemenske zveze, ki so kot celota tvorile černogorovsko-novočerkasko kulturo.
Prihod srednjeazijskega elementa černogorovsko-novočerkaske kulture v Evropo je bil torej del širšega procesa selitev srednjeazijskih iranskih nomadov proti zahodu proti jugovzhodni in srednji Evropi, ki je trajal od 1. tisočletja pr. n. št. do 1. tisočletja n. št. V procesu so kasneje sodelovali tudi drugi iranski nomadi, kot so bili Skiti, Savromati in Sarmati.
Oblikovanje pristnega nomadskega pašništva se je zgodilo v zgodnjem 1. tisočletju pr. n. št. zaradi podnebnih sprememb, ki so povzročile, da je okolje v srednjeazijskih in sibirskih stepah postalo hladnejše in bolj suho kot prej. Te spremembe so povzročile, da so stalno naseljeni kmetje bronaste dobe postali nomadski pastirji, tako da so do 9. stoletja pr. n. št. izginile vse stepske naselbine stalno naseljenega bronastodobnega prebivalstva. Z mobilnostjo prebivalstva so se izoblikovale vojaške  enote, potrebne za zaščito čred in osvajanje novih ozemelj. Nove podnebne razmere so privedle do stalnih selitev čred z enega stepskega pašnika na drugega in iskanja boljših pašnikov na zahodu,  v Zakavkazju in gozdnih stepskih regijah zahodne Evrazije.
Arheološke najdbe in zgodovinski zapisi o migracijah, ki so oblikovale černogorovsko-novočerkasko kulturo, so redki in omogočajo le zelo širok oris tega kompleksnega razvoja.
Černogorovsko-novočerkaska kultura je bila izvirna kultura, ki se je razvila v severnopontski regiji v času od 9. do sredine 7. stoletja pr. n. št. iz elementov, ki so pred tem prišli iz Srednje Azije. K razvoju kulture so največ prispevali trije glavni kulturni vplivi: 
- avtohtona belozerska kultura, ki je vplivala zlasti na oblike lončarskih izdelkov in pogrebne običaje.[19][20]
- Kultura notranjeazijskega izvora iz minusinske regije, ki so jo spremljale altajska, aržanska in karasuška kultura iz Srednje Azije in Sibirije.[6] Notranjeazijskega izvora so bili predvsem tipi bodal in puščičnih konic, konjska oprema, kot so nastavki s konci v obliki stremena, izklesane kamnite stele v obliki jelena in umetnost v živalskem slogu.[18][21]
- Velik prispevek k razvoju je dala severnokavkaška  kubanska kultura,[6] zlasti v zvezi z oblikami glav kijev in dvokovinskih bodal.[22][21]

Černogorovsko-novočerkaska kultura  se je torej avtohtono razvila v severnopontski regiji v času od 9. do sredine 7. stoletja pr. n. št. iz elementov, ki so pred njo prispeli iz Srednje Azije, in zato kaže podobnosti z drugimi zgodnjimi nomadskimi kulturami Evrazijske in gozdne stepe, ki so obstajale pred 7. stoletjem pr. n. št. Mednje spada na primer aržanska kultura iz Srednje Azije.

## Razširjenost

### Evropa
Zahvaljujoč razvoju visoko mobilnega nomadskega pašništva in ustvarjanju učinkovitega orožja, primernega za konjeniško vojskovanje, so se nomadi iz pontsko-kaspijskih step lahko postopoma infiltrirali v srednjo in jugovzhodno Evropo in se tam obdržali zelo dolgo časa.
Grobovi iz černogorovske (Čotnohorivka v Siversku, Ukrajina) in novočerkaske faze kulture se razprostirajo po velikem ozemlju, ki sega od severovzhodne Bolgarije in Moldavije na zahodu prek Ukrajine in Krima do Kubanske in Volško-kamske regije na vzhodu.  Černogorovsko-novočerkaska kultura je torej pokrivala ozemlje  od Srednje Evrope in Panonske nižine na zahodu do pontskih in kavkaških step na vzhodu.
V 8. stoletju pr. n. št. se je del kulture razširil v Panonsko stepo, kjer je prispeval k oblikovanju mezočatske kulture., kar je posledično omogočilo, da je močno vplivala tudi na halštatsko kulturo Srednje Evrope. Med temi vplivi je najbolj opazno nošenje hlač, ki jih domorodno prebivalstvo Srednje Evrope pred tem ni nosilo.

### Zahodna Azija
S selitvami Kimercev in Skitov na južno stran Kavkaza in v zahodno Azijo v 8. do 7. stoletju pr. n. št. se je černogorovsko-novočerkaska kultura razširila tudi na ta ozemlja.

## Konec
Prihod Skitov in njihova uveljavitev v 7. stoletju pr. n. št. je povzročil motnjo v razvoju černogorovsko-novočerkaske kulture. V 7. stoletju pr. n. št. jo je zamenjala zgodnja skitska kultura, ki je imela veliko značilnosti prejšnje.

## Značilnosti
Zaradi srednjeazijskega prispevka k oblikovanju černogorovsko-novočerkaske kulture je bila podobna  drugim zgodnjim nomadskim kulturam evrazijskih travnatih in gozdnih step iz obdobja pred 7. stoletjem pr. n. št., na primer aržanski in skitski.
Značilni predmeti černogorovsko-novočerkaske kulture so kabardinsko-pjatigorska bodala, severnokavkaška konjska oprema, posebno oblikovane konice puščic in manj značilne konice kopij. Številni okrasni deli konjske oprave in osebni nakit so redki. Odprte ropotulje so se uporabljale za verske obrede, malteški križi pa so imeli verski pomen.
Prehod iz  černogorovske v novočerkasko fazo kulture  je zaznamovala sprememba sloga konjske opreme.

## Prebivalstvo
Ljudstva na ozemlju černogorovsko-novočerkaske kulture so si delila skupno kulturo in izvor s Skiti in živela konjeniško nomadsko pastirsko življenje, podobno kot Skiti.
Hipemolgoji (tisti, ki molzejo kobile) in galaktofagoji (pivci mleka) iz Homerjeve Odiseje so morda prav pripadniki ljudstev iz černogorovsko-novočerkaske kulture, kot so Kimerci. Enak je tudi Heziodov opis Skitov.

### Plemenske zveze
V černogorovsko-novočerkaskem kompleksu so obstajale tri plemenske zveze iranskih konjeniških nomadskih ljudstev: 
- Agatirsi v Pontski stepi,[7][37]
- Kimerci v Kaspijski stepi[6]
- in morda Sigini v Panonski nižini.[25]

## Traško-kimerska kultura
Ostanki iz tega obdobja, najdeni v  vzhodnih delih Srednje Evrope, zlasti v Transilvaniji in v Panonski nižini, so bili v preteklosti označeni kot "traško-kimerski" zaradi njihovega takratnega povezovanja z možnimi selitvami Kimercev proti zahodu.